# Operazioni aeree della campagna d'Italia
Le operazioni aeree della Campagna d'Italia del 1943-1945 vennero condotte da Alleati, italiani e tedeschi senza estensive campagne di bombardamento.
L'uso delle forze aeree in quantità consistente fu appannaggio per tutta la campagna delle forze Alleate, in quanto i tedeschi riservarono la produzione dei mezzi aerei alla difesa del Reich ed ai fronti che minacciavano direttamente la Germania. Gli Alleati usarono costantemente le forze aeree tattiche a supporto delle forze terrestri, e le uniche operazioni aeree di una certa consistenza furono i bombardamenti delle città del nord Italia prima dell'armistizio e dei centri industriali dopo, sebbene in modo mirato. Le forze strategiche, in particolare la 15th Air Force statunitense che venne basata a Foggia dal 1944, effettuarono operazioni di bombardamento a lungo raggio direttamente sul territorio tedesco, usando l'Italia solo come base.
Dalla parte tedesco-repubblicana, le operazioni furono quasi esclusivamente difensive, eccettuati gli attacchi alle forze navali Alleate impegnate nello sbarco di Anzio, nei quali perse la vita l'asso italiano degli aerosiluranti Carlo Faggioni, e il bombardamento di Bari.

## Operazioni Alleate
Un bombardamento alleato sulla Maddalena causò il danneggiamento dell'incrociatore Gorizia e l'affondamento dell'incrociatore Trieste. Il 9 dicembre 1942 quanto restava della III Divisione navale (Trieste e Gorizia) fu trasferito da Messina a La Maddalena, nel tentativo di allontanarla dai continui attacchi aerei angloamericani.
Ma alle 14.45 del 10 aprile 1943 una formazione di 84 bombardieri Consolidated B-24 Liberator attaccò La Maddalena. I velivoli avevano dei precisi obiettivi: 36 attaccarono il Gorizia, 24 la base dei sommergibili e 24 il Trieste.
Prima di poter reagire, il Trieste fu investito da più di 120 bombe che caddero tutt'attorno alla nave. Una aprì uno squarcio a poppa, due distrussero plancia e centrale di tiro, altre colpirono il fumaiolo prodiero ed i locali caldaie. Le esplosioni delle bombe cadute vicino allo scafo produssero altre falle. La nave, appoppatasi, fu abbandonata dall'equipaggio e affondò in meno di due ore, capovolgendosi. I morti furono 77 (4 ufficiali, 6 sottufficiali, 67 marinai) e i feriti gravi 75 (6 sottufficiali e 69 marinai).

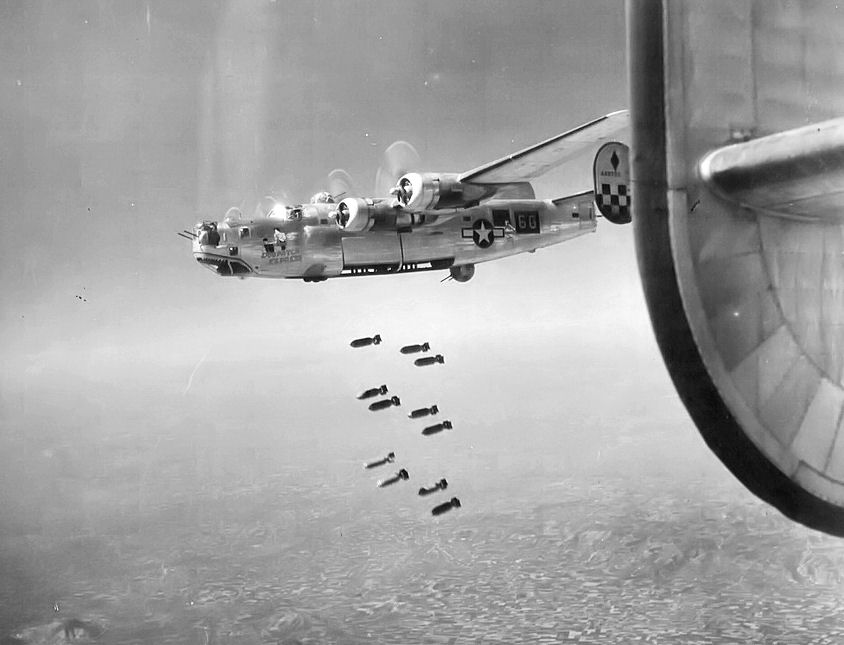
UN Liberator del 756th Bombardment Squadron in missione sopra Padova il 4 maggio 1945.

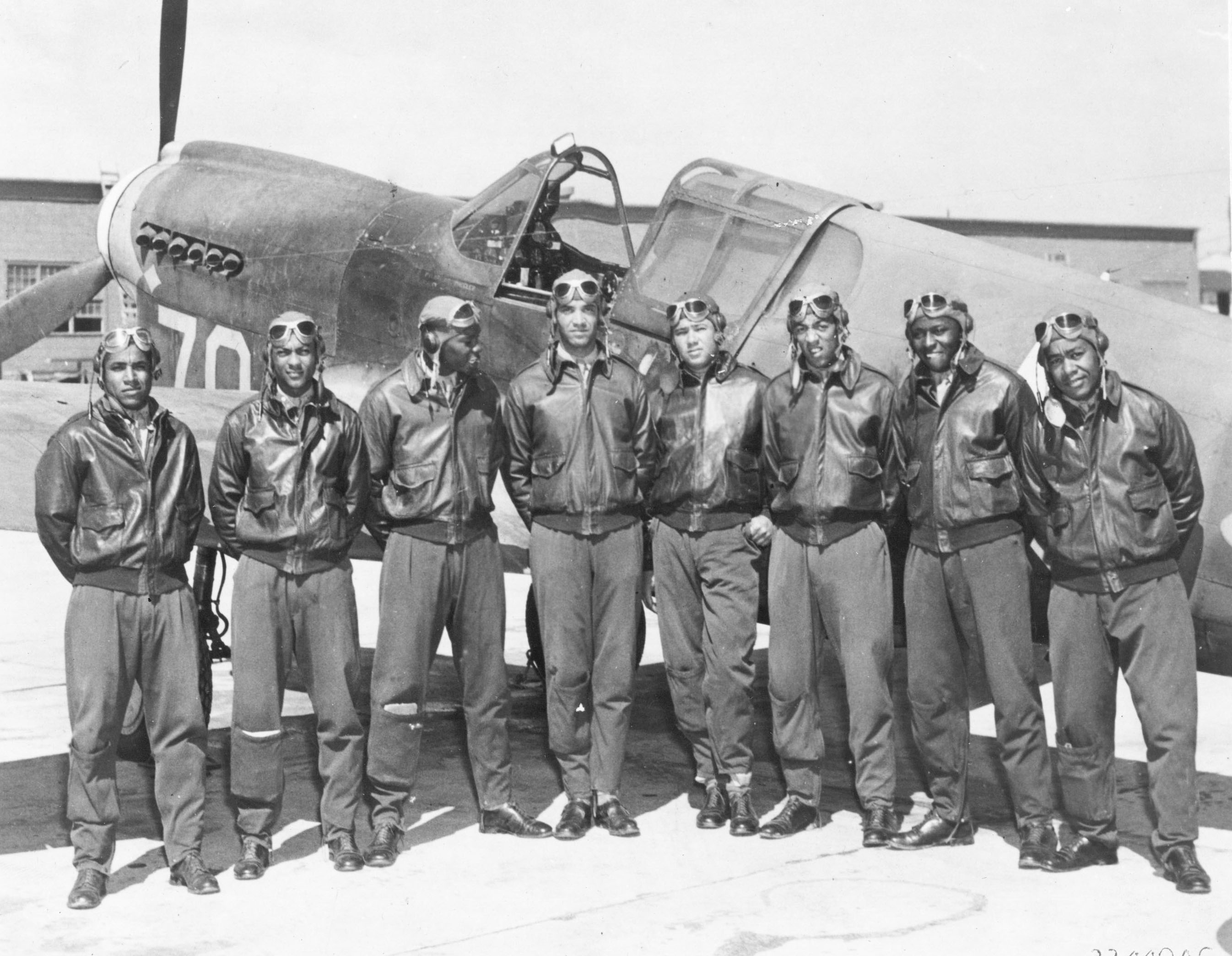
Un gruppo di aviatori del Tuskegee Airmen in posa davanti ad un caccia Curtiss P-40: foto scattata tra maggio 1942 - agosto 1943, in un posto imprecisato tra la Tunisia e l'Italia.

Dal 22 gennaio 1944 la 15th Air Force statunitense, che si era ridislocata dalla Tunisia nelle basi pugliesi nei pressi di Foggia, Bari e Taranto, iniziò i bombardamenti intorno alla testa di ponte di Anzio, creata con l'sbarco di Anzio, colpendo i concentramenti di truppe tedesche e fasciste italiane. La forza statunitense era affiancata dal 205th Bomb Group della RAF. L'unità aveva già effettuato bombardamenti di appoggio per lo sbarco di Salerno, e fece altrettanto durante la battaglia di Montecassino. Tra i reparti subordinati alla Air Force il 301st Fighter Wing equipaggiato dai Tuskegee Airmen e dotato dapprima di Bell P-39 Airacobra e Curtiss P-40 per missioni di appoggio tattico durante la campagna del Nordafrica e poi di Republic P-47 Thunderbolt e North American P-51 Mustang per le missioni di scorta ai bombardieri; questi aviatori afroamericani si distinsero per il coraggio e la tenacia nelle loro missioni oltre che per la battaglia contro i pregiudizi razziali allora diffusissimi nelle forze armate statunitensi. Per contrastare in modo efficace l'afflusso dei rifornimenti provenienti dalla Germania, il 6 novembre 1944 venne lanciata dagli alleati l'operazione Bingo. 4 gruppi di bombardieri B-25 scortati da P-47 Thunderbolt partirono con l'obiettivo il Passo del Brennero. Tutti i bersagli vennero colpiti in modo più o meno grave tant'è vero che l'energia elettrica venne negata ai treni germanici fino all'altezza di Bolzano e i tedeschi dovettero ripiegare all'utilizzo di treni a vapore. Si comprese tuttavia il rischio di queste missioni dovute in particolar modo alla contraerea italo-tedesca la quale infestava Verona e successivamente tutto il passo del Brennero. Le successive missioni furono accompagnate da dei reparti anti flak ma nonostante le numerose missioni, nel marzo 1945 il numero di artiglierie contraeree a difesa del passo crebbe, fino a raggiungere 525 pezzi. Dal 6 novembre 1944 al 25 aprile 1945, furono 6849 le sortite su obiettivi nemici che i B-25 del 57th Bomb Wing effettuarono su obiettivi nemici nel passo del Brennero. Gli eventi racchiusi in quella fascia temporanea vennero ricordati come la Battaglia del Brennero; durante la quale, 46 B-25 vennero abbattuti (2 dalla caccia), altri 532 vennero danneggiati, mentre 223 uomini rimasero KIA, WOU o MIA. Tra i reparti da bombardamento della 15th Air Force si contavano 5 Bomb Wing (stormi bombardieri), dei quali il 5th Bomb Wing dotato di Boeing B-17 su sei Groups (gruppi), e quattro Wing (47th, 49th, 55th e 304th) dotati di B-24 e ognuno su tre o quattro Groups. Uno di questi, il 459th Bombardment Group, effettuò il bombardamento su Trieste il 20 febbraio 1945, missione n. 194, che determinò l'affondamento della nave da battaglia Impero, incompleta ed abbandonata ai tedeschi dopo l'armistizio. Analoga e più o meno contemporanea sorte toccò alla nave da battaglia Conte di Cavour, ai lavori di riparazione dopo i danni subiti nella Notte di Taranto.
Fra le tante distruzioni provocate dalla guerra vi fu il famoso transatlantico Rex, affondato con razzi da cacciabombardieri sudafricani l'8 settembre 1944 vicino Capodistria, dove era immobile essendosi arenato il giorno prima; la nave era stata allontanata da Trieste sperando di porla al riparo dalle incursioni aeree e tentò la navigazione su un basso fondale.
IL 15 aprile 1945 la 15th Air Force riuscì a concentrare il 93% degli aerei disponibili su Bologna per disgregare i capisaldi di resistenza italo-tedeschi durante l'offensiva di Primavera della campagna d'Italia; la 15th Air Force venne deattivata il 15 dicembre 1945.

## Operazioni tedesche e repubblicane

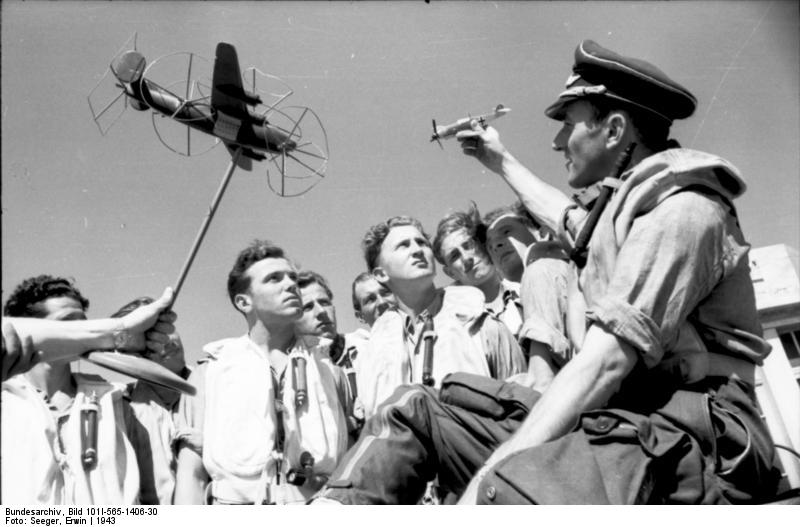
Piloti del XI. Fliegerkorps della Luftwaffe in Sicilia si addestrano all'attacco frontale contro un modellino di B-24, con i campi di tiro delle armi di bordo evidenziati dal filo di ferro

Le forze aeree tedesche operarono in difesa della Sicilia prima e durante le operazioni di sbarco angloamericane, coadiuvate dai restanti reparti operativi italiani fino all'armistizio dell'8 settembre 1943.

La più nota operazione aerea effettuata dai tedeschi fu l'affondamento della corazzata Roma. 

Il percorso della flotta italiana a comando di Bergamini

Verso le 15:10 del 9 settembre 1943, al largo dell'isola dell'Asinara la formazione venne sorvolata ad alta quota da ventotto bimotori Dornier Do 217K del Kampfgeschwader 100 della Luftwaffe partiti dall'aeroporto di Istres, presso Marsiglia, in tre ondate successive, la prima delle quali si alzò in volo poco dopo le 14:00, con i velivoli che avevano l'istruzione di mirare unicamente alle corazzate. Gli aerei mantenendosi in volo livellato sganciarono degli "oggetti" affusolati, la cui coda luminosa, data l'altezza alla quale volavano gli aerei, fu inizialmente scambiata per un segnale di riconoscimento; si trattava di bombe razzo teleguidate Ruhrstahl SD 1400, conosciute dagli Alleati con il nome di Fritz X, la cui forza di penetrazione era conferita dall'alta velocità acquistata durante la caduta, essendo prescritto il lancio da un'altezza non inferiore ai 5000 metri.
Alle 15:30 la prima bomba venne diretta contro l'incrociatore Eugenio di Savoia, cadendo a circa 50 metri dall'incrociatore senza provocare alcun danno, mentre una seconda bomba cadde vicinissima alla poppa dell'Italia (ex Littorio) danneggiando la centrale elettrica e immobilizzandone temporaneamente il timone, per cui la nave venne governata con i timoni ausiliari. Successivamente toccò al Roma; gli aerei, una prima volta fallirono il tiro, ma alle 15:42, l'Oberleutnant Heinrich Schmetz centrò la corazzata una prima volta tra le torri antiaeree da 90 mm; apparentemente il colpo non produsse effetti devastanti ma attraversò lo scafo esplodendo sott'acqua aprendo così una falla. Il secondo colpo alle 15:50 centrò la nave verso prua, sul lato sinistro fra il torrione di comando e la torre sopraelevata armata con cannoni da 381 mm, con conseguenze ben diverse: a prua si allagarono le caldaie causando l'arresto nella nave e deflagrarono i depositi di munizioni, cessò l'erogazione dell'energia elettrica e la torre numero 2 (quella coi cannoni da 381 mm) saltò in aria, cadendo poi in mare, con tutta la sua massa di 1500 tonnellate; la torre corazzata di comando fu investita da una tale vampata che venne deformata e piegata dal calore, proiettata in alto a pezzi in mezzo a due enormi colonne di fumo portando con sé l'ammiraglio Bergamini e il suo Stato Maggiore, il comandante della nave Adone Del Cima e buona parte dell'equipaggio, morti pressoché all'istante. La vampata salì almeno a 400 metri di quota (ma alcune fonti parlano di 1500 m), formando il classico "fungo" delle grandi esplosioni.
La nave, alle 16:11, girandosi su un fianco, si capovolse e, spezzandosi in pochi minuti in due tronconi affondò, mentre sul ponte si affannarono i marinai superstiti, molti gravemente feriti ed ustionati. Mentre la nave sprofondò in acqua, chi si trovò a bordo, specialmente se a poppa, rimase condannato, e cinquanta marinai in procinto di gettarsi in acqua vennero travolti. Chi riuscì a lasciare la nave poté allontanarsi ed essere salvato dai cacciatorpediniere di scorta. La scena del Roma che si spaccò in due tronconi venne immortalata in una famosa fotografia scattata da un membro dell'equipaggio di un ricognitore britannico Martin B-26, pilotato a media quota dal tenente colonnello Herbert Law-Wright. L'aereo, tra l'altro, fu fatto segno dal fuoco contraereo delle navi italiane che stavano sparando sugli aerei tedeschi.
I caduti del Roma furono le prime vittime italiane per mano tedesca dopo la dichiarazione dell'armistizio. Successivamente l'Italia venne nuovamente attaccato e questa volta colpito da una bomba, ma essendo la carica di scoppio assai ridotta, la nave da battaglia, nonostante avesse imbarcato circa ottocento tonnellate di acqua continuò, seppure appesantita, a navigare in formazione.
La difesa aerea delle città del nord da parte delle unità dell'Aeronautica Nazionale Repubblicana era basata su tre gruppi caccia: 1º Gruppo caccia "Asso di bastoni" (comprendente le Squadriglie "Asso di bastoni", "Vespa incacchiata" e "Arciere"), 2º Gruppo caccia "Gigi Tre Osei" (comprendente le Squadriglie "Gigi Tre Osei", "Diavoli Rossi" e "Gamba di Ferro") e 3º Gruppo caccia "Francesco Baracca" (quest'ultimo non operativo).

Francesco Cuscunà fu l'autore della prima vittoria aerea dell'ANR

I reparti erano stati ricostituiti dopo il tracollo dovuto all'armistizio e con i piloti e mezzi che non avevano optato per raggiungere il territorio controllato dagli Alleati. A fine dicembre 1943 cominciarono le operazioni belliche, che culminarono il 3 gennaio 1944 con l'attacco effettuato dalla 1ª Squadriglia "Asso di Bastoni" contro una formazione di cacciabombardieri statunitensi Lockheed P-38 Lightning, riuscendo ad abbatterne tre di cui uno ad opera di Adriano Visconti, comandante del 1º Gruppo caccia "Asso di bastoni". L'11 marzo 1945, avvenne una delle più grandi battaglie aeree dei cieli veneti, che si concluse con un bilancio decisamente negativo per le forze aeree dell'asse. Nella giornata 300 bombardieri B-24 e B-17 diretti a Padova vennero intercettati dal Jg 77, Jg 53 e dal 1º gruppo caccia dell'ANR. Nello scontro vennero abbattuti 4 Macchi 205 del 1º gruppo e 5 Bf109 del JG 77/53. Gli alleati persero 3 B-17 e 3 P-47 Thunderbolt della scorta. Il 28 marzo una formazione di 53 Macchi del 1º gruppo caccia abbatté altri 3 Lockheed P-38 Lightning, mentre i cacciatori del JG 53 abbatterono 3 P-47 Thunderbolt appartenenti a una formazione statunitense di ritorno da Verona. Nello scontro vennero persi 2 Macchi del 1º gruppo e 4 Messerschmitt del JG 53. Il 25 aprile 1944, 117 B-24 scortati da 45 P-47 attaccarono la fabbrica di aerei dell'Aeritalia a Torino. Nove caccia della squadriglia complementare Montefusco Bonet intercettarono la formazione alleata e abbatterono 2 B-24 del 304º stormo mentre un P-47 Thunderbolt venne abbattuto su La Spezia, dall'asso Adriano Visconti del 1º gruppo caccia ANR. D'altro canto i P-47 Thunderbolt della scorta abbatterono 2 G-55 e ne danneggiarono un altro. Nel giugno dello stesso anno iniziò il passaggio ai velivoli tedeschi Messerschmitt Bf 109G-6, che avrebbero dovuto armare anche il nuovo 3º Gruppo caccia "Francesco Baracca", che nei fatti non diventò mai operativo. Questa espansione della caccia fu dovuta sia al crescente disimpegno della Luftwaffe dal settore meridionale, sia ai buoni risultati conseguiti inizialmente. Ma questi terminarono ben presto ed il tasso di perdite cominciò a farsi in breve tempo superiore al numero di abbattimenti ottenuto. Anche gli altri reparti, in sostanza, subirono la stessa sorte nello stesso momento. Il primo riscontro positivo dei caccia italiani con i nuovi aerei avvenne il 20 luglio quando i Bf-109 del 2º gruppo Caccia abbatterono 2 B-24 Liberator appartenenti al 485th Bomb Group.
Da ottobre fino al febbraio del 1945, quando il 1º Gruppo caccia "Asso di bastoni" tornò dall'addestramento in Germania, il 2º Gruppo caccia "Gigi Tre Osei" fu l'unico reparto di caccia dell'ANR e riuscì momentaneamente a contrastare validamente l'azione degli Alleati. L'arrivo della nuova unità migliorò di poco la situazione complessiva, che vedeva la caccia repubblicana subire perdite sempre maggiori.
Le ultime missioni di volo vennero svolte il 19 aprile, quando i due gruppi intercettarono un aereo in missione di rifornimento per i partigiani (1º Gruppo caccia "Asso di bastoni") e dei bombardieri (2º Gruppo caccia "Gigi Tre Osei"), in ambo i casi USAAF: il B-24 in missione di rifornimento venne abbattuto, a prezzo di un caccia; quanto allo scontro con i bombardieri, questo fu disastroso e gli aerei repubblicani, colti di sorpresa ed intercettati della scorta prima di giungere a portata di tiro dei bombardieri, subirono cinque perdite senza ottenere alcun abbattimento. Nei giorni successivi, impossibilitati a compiere decolli per mancanza di carburante e sottoposti a continui attacchi da parte dei partigiani, i reparti distrussero il materiale di volo e si arresero.
Nel periodo tra il 3 gennaio 1944 e il 19 aprile 1945 il 1º gruppo registrò 113 vittorie sicure e 45 probabili nel corso di 46 combattimenti. Il 2º gruppo, entrato in linea nell'aprile 1944, all'aprile 1945 registrò nel corso di 48 combattimenti ben 114 vittorie sicure e 48 probabili.

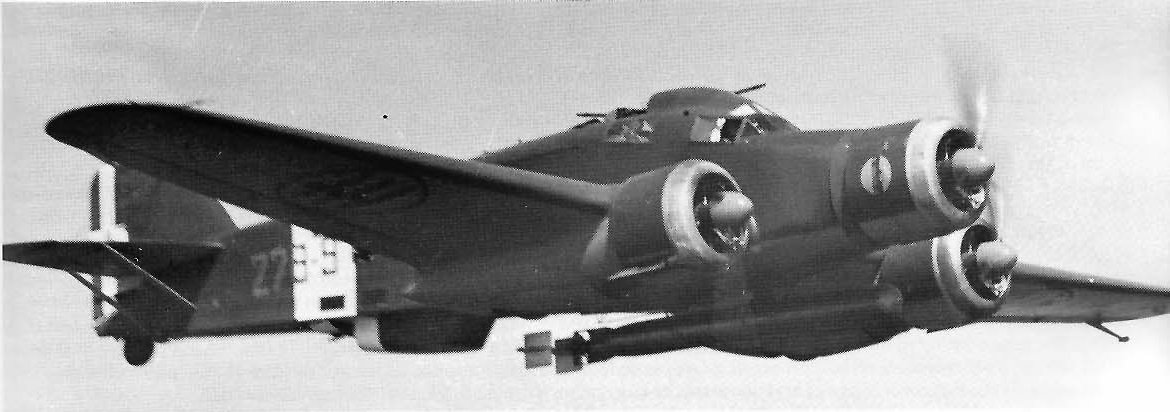
Un SM.79 della 278 squadriglia, quella di Faggioni, in volo con un siluro attaccato sotto l'ala sinistra (l'SM.79 non aveva attacchi ventrali per i siluri)

Il Gruppo Aerosiluranti "Buscaglia-Faggioni", comandato da Carlo Faggioni subì forti perdite mentre attaccava la flotta Alleata che supportava la testa di ponte di Anzio. Nonostante le numerose navi colpite (secondo i bollettini ufficiali), la vita operativa del gruppo fu piuttosto avara di riconoscimenti: l'unico siluro messo a segno dopo tanto impegno, fu quello che danneggiò un piroscafo britannico, colpito a nord di Bengasi, nel periodo in cui il reparto operava da basi ubicate in Grecia, e un piroscafo al largo di Rimini il 5 gennaio 1945. Il 6 aprile il gruppo subì la sua più grande sconfitta. Una formazione di 12 S.M. 79 diretti ad Anzio e Nettuno venne intercettata da 7 P-47 Thunderbolt all'altezza di Montevarchi, dei 12 bombardieri, 4 vennero abbattuti e 2 messi fuori uso, 27 aviatori e 5 specialisti furono le perdite.
Oltre agli attacchi di aerosiluranti italiani ad Anzio, anche velivoli tedeschi causarono i primi affondamenti della storia (dopo quello della Roma) dovuti all'uso di missili: un incrociatore, un caccia ed un trasporto affondati da missili Hs 293 ad Anzio, gli incrociatori HMS Uganda e USS Savannah e la corazzata HMS Warspite a Salerno. La sorpresa iniziale a danno degli Alleati dovuta all'uso delle nuove armi comunque ebbe un'effimera durata: la loro superiorità aerea in termini di numeri rese sempre più difficile l'alzarsi in volo dei bombardieri germanici e già nell'operazione Shingle, compiuta nel gennaio 1944, la Luftwaffe venne duramente contrastata, anche se riuscì ad affondare, con una bomba planante, la HMS Spartan: il 29 gennaio 1944 l'incrociatore fu colpito da un HS 293 al largo di Anzio; l'esplosione causò un incendio che presto sfuggì al controllo dell'equipaggio e la nave, abbandonata, affondò dopo circa un'ora. Quarantasei tra ufficiali e marinai perirono, i 523 superstiti furono salvati dalle navi amiche Laforey e Loyal. Gli anglo-americani introdussero anche contromisure elettroniche per disturbare il sistema di guida Kehl-Strassburg e per inviare falsi dati alla ricevente del missile facendolo così deviare dalla traiettoria impostata dal pilota tedesco; questi emettitori di disturbo erano collocati a bordo di navi da guerra facenti parte della scorta, e furono il primo uso di ECM contro armi di questo tipo.